# Zündapp
Zündapp (de vegades escrit Zuendapp) fou un important fabricant alemany de motocicletes fundat el 1917 a Nuremberg per Fritz Neumeyer, juntament amb Friedrich Krupp AG i el fabricant de màquines eina Thiel, amb el nom de "Zünder- und Apparatebau G.m.b.H.". L'empresa nasqué com a productora de detonadors (en alemany, Zünder- und Apparatebau vol dir "detonadors i aparell"). El 1919, a mesura que la demanda de peces d'armes va minvar després de la Primera Guerra Mundial, Neumeyer es va convertir en l'únic propietari de la companyia i, dos anys després, es va diversificar cap a la fabricació de motocicletes.
Després de la Segona Guerra Mundial, Zündapp es va expandir als mercats dels microcotxes, ciclomotors i escúters. L'empresa va fer fallida el 1984.

## Orígens: 1919–45
La primera motocicleta que fabricà Zündapp fou el model Z22 de 1921. Es tractava de la Motorrad für Jedermann ("motocicleta per a tothom"), un disseny senzill i fiable que es va produir en grans sèries. La història de les motocicletes pesades de Zündapp va començar el 1933 amb la sèrie K. La "K" feia referència al tipus de transmissió que feien servir aquests models, Kardanantrieb, mot que defineix un eix de transmissió tancat amb dues juntes universals. Zündapp va introduir el càrter tancat (llavors una novetat). La sèrie incloïa models de cilindrades entre els 200 i els 800 cc i fou un èxit important que va augmentar la quota de mercat de Zündapp a Alemanya del 5% el 1931 al 18% el 1937.

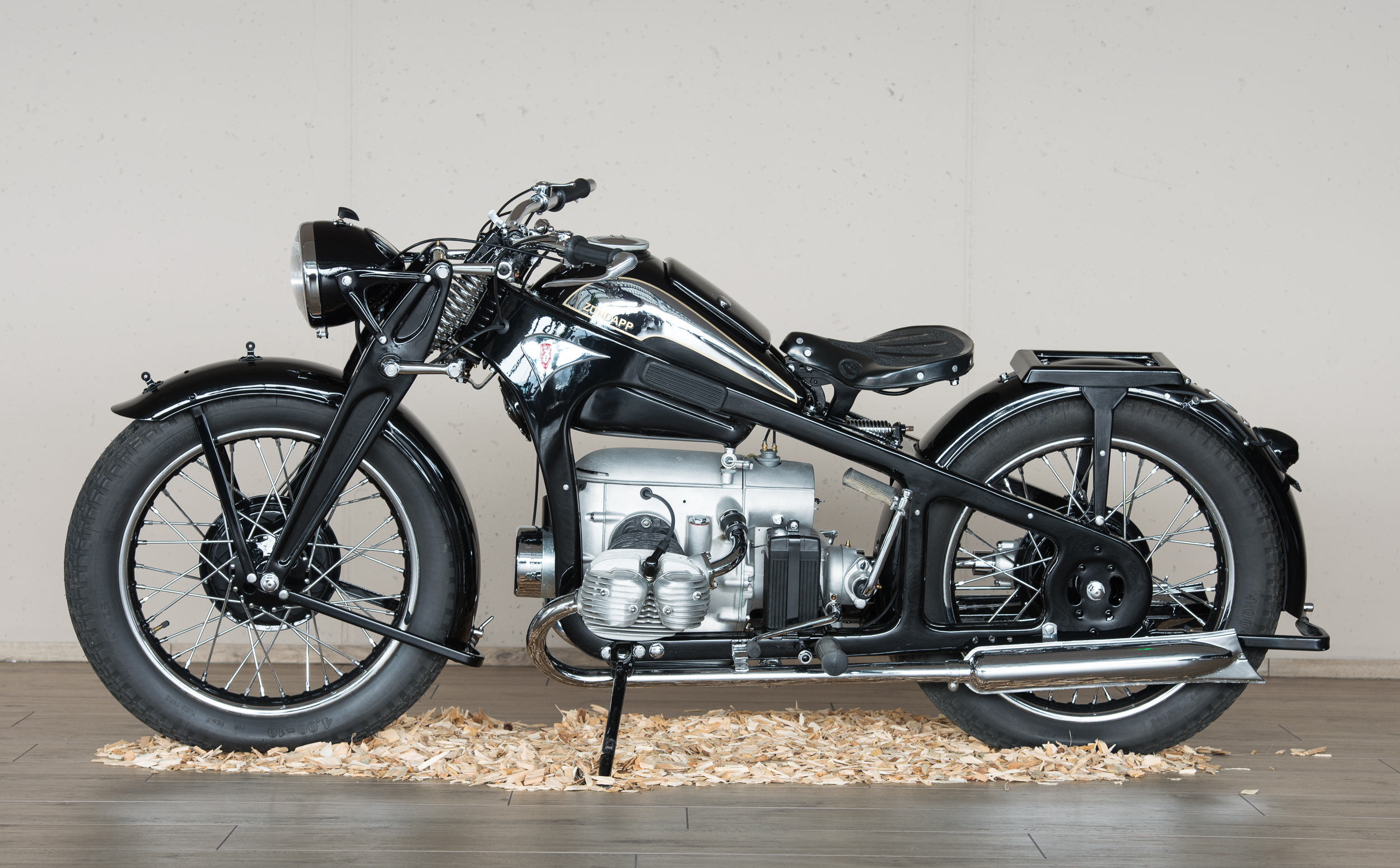
Zündapp KS600 dels volts de 1938

D'ençà de 1931, Ferdinand Porsche i Zündapp van desenvolupar el Porsche Type 12 Auto für Jedermann ("cotxe per a tothom"), un projecte on es va fer servir per primer cop el nom Volkswagen. Porsche va preferir el motor pla de 4 cilindres, però Zündapp en va fer servir un de radial de 5 cilindres refrigerat per aigua. El 1932 ja n'hi havia tres prototips enllestits. Els tres cotxes es van perdre durant la guerra, el darrer en un bombardeig a Stuttgart el 1945.
Del 1936 al 1938, Zündapp va produir el model KKS500. Fou la primera Zündapp amb canvi de marxes a pedal i se'n van fer 170 unitats. La Zündapp KS600, llançada el 1938, tenia un motor bicilíndric oposat horitzontalment de 28 CV amb vàlvules aèries que desplaçaven 597 cc. La KS600 es combinava sovint amb un sidecar Steib del model BW38 (abreviatura de Beiwagen 1938, "sidecar 1938"). El conjunt BW38, equipat amb la carrosseria de sidecar B1 (Bóta núm. 1), es va produir entre 1938 i 1941 i es va subministrar exclusivament a la Wehrmacht. Tot i que la KS600 es va deixar de fabricar i finalment es va substituir per la KS750, dissenyada específicament per a la guerra, el motor de la KS600 acabà esdevenint l'únic supervivent de la destrucció durant el conflicte. Quan Zündapp va tornar a la producció de motocicletes, a finals dels anys quaranta, va optar per reutilitzar aquell motor per al nou model KS601, amb poques modificacions.
A partir de 1940, l'empresa va produir més de 18.000 unitats de la Zündapp KS750. Es tracta d'un conjunt de sidecar amb transmissió a la roda lateral i diferencial de bloqueig que fou subministrat a la Wehrmacht. La Zündapp K800, amb la caixa de canvis integrada i un motor de quatre cilindres oposats horitzontalment amb accionament per eix (un disseny adoptat per Honda per al seu model Gold Wing el 1974) va ser l'única moto de 4 cilindres que va fer servir l'exèrcit alemany a la Segona Guerra Mundial.
Zündapp també va fabricar motors d'avions, entre ells el 9-092, emprat en avions lleugers com ara el Brunswick LF-1 Zaunkönig de 1942, inicialment un avió de pràctiques.

## Postguerra: 1945–84

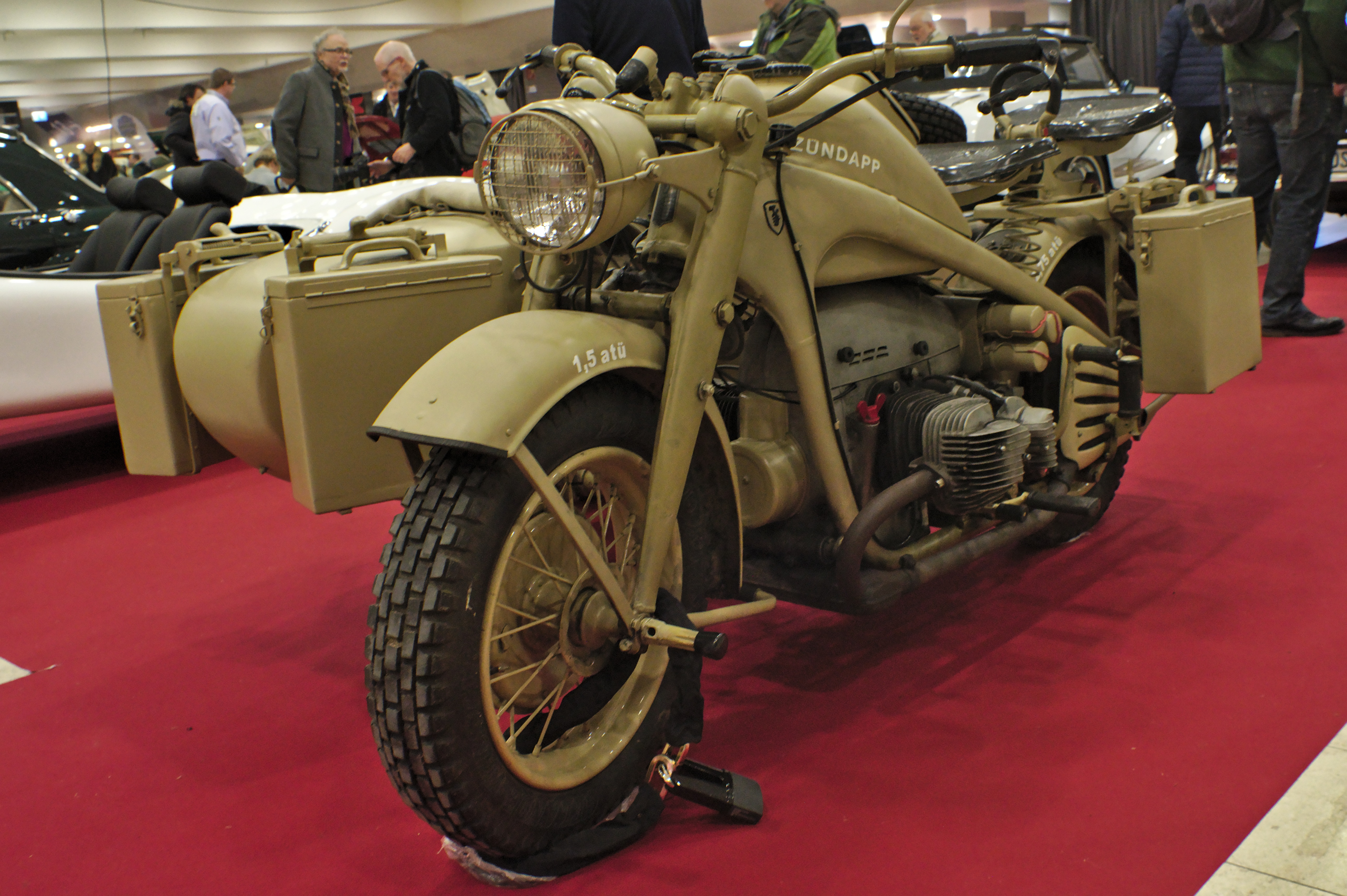
Zündapp KS750 emprada per la Wehrmacht durant la II Guerra Mundial

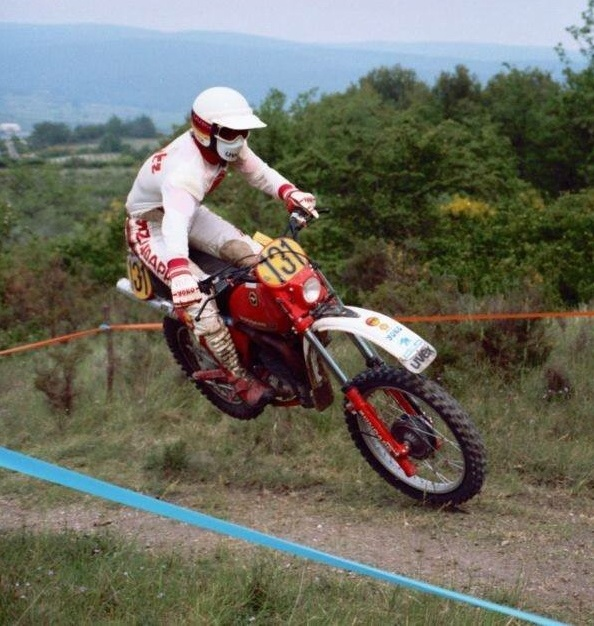
Klaus-Bernd Kreutz amb la Zündapp 175cc d'enduro cap a 1982

Després de la Segona Guerra Mundial, l'empresa va passar a produir motocicletes més petites, sobretot l'escúter "Bella" (tot i que era un model relativament pesat per al seu tipus). El 1951, Zündapp va llançar el darrer dels seus models de motocicleta pesats, però un dels més famosos: la KS601 (l'"elefant verd") amb un motor bicilíndric de 598 cc. Durant aquells anys, l'empresa va diversificar la seva activitat i va produir tota mena d'artefactes, des de màquines de cosir, caracteritzades per un disseny compacte i modern, a molinets fariners, tallagespes i grups electrògens de benzina. Del 1957 al 1958 la companyia també va produir el microcotxe Zündapp Janus. També el 1958, Zündapp es va traslladar de Nuremberg a Múnic. Posteriorment, Zündapp va desenvolupar diversos nous models més petits, alhora que abandonava els motors de quatre temps i passava a produir-ne només de dos temps.
Zündapp va experimentar un enorme èxit en les competicions de motociclisme fora d'asfalt, especialment en enduro, tot guanyant milers de medalles d'or, argent i bronze als Sis Dies Internacionals (ISDT) i nombrosos Campionats d'Europa. Pilots del nivell d'Erwin Schmider, Rolf Witthöft, Josef Wolfgruber, Peter Neumann i molts altres van dominar durant decennis les cilindrades petites del campionat, entre els 50 i els 175cc, on les Zündapp eren gairebé imbatibles. El pilot nord-americà Dave Ekins va aconseguir la victòria absoluta al Greenhorn Enduro de 1967 amb una Zündapp de 100cc, derrotant a competidors amb motocicletes molt més grans. El belga André Malherbe va pilotar la Zündapp per a guanyar els dos primers campionats d'Europa de motocròs de 125cc (1973 i 1974). Fins i tot en el trial, la marca alemanya va tenir protagonisme durant una curta època, just abans que els fabricants catalans (Bultaco, Montesa i OSSA) iniciessin el seu llarg domini d'aquest esport. A mans de Gustav Franke, Zündapp va guanyar dues edicions del primer campionat europeu de trial, anomenat aleshores Challenge Henry Groutards (1965 i 1966) i fou una de les principals marques en aquesta competició, al costat de l'anglesa Greeves.
Inicialment, els escúters i ciclomotors Zündapp es varen vendre bé, però les vendes van minvar posteriorment i el 1984 la companyia va fer fallida i va tancar. La nova legislació alemanya havia destruït el mercat del Kleinkrafträder ("ciclomotor") de 50 cc d'alta velocitat de Zündapp: per tal de reduir el soroll i els accidents que van patir especialment els joves amb aquestes motos, es va introduir la nova classe "80 cc". Això va fer que fos molt més fàcil per als fabricants japonesos entrar al mercat, anteriorment protegit, ja que podrien reduir fàcilment la mida dels seus motors de 125 cc. Kreidler va compartir el destí de Zündapp i va fer fallida el 1982.

### Epíleg
Després de la fallida, Xunda Motor Co., de Tientsin (Xina), va comprar tota la línia de producció i la propietat intel·lectual de l'empresa alemanya. Els xinesos van produir petites motocicletes Zündapp des del 1987 fins a començament dels anys noranta. Zündapp continua operant, però fabrica motocicletes de quatre temps i ciclomotors elèctrics basats en Honda.
Zündapp també va endegar una col·laboració tècnica amb la Royal Enfield de l'Índia per a fabricar ciclomotors i motocicletes. A començaments dels anys vuitanta es va construir una fàbrica a Ranipet, prop de Madràs (actual Chennai), per a fabricar-hi motocicletes petites i lleugeres de dos temps que s'oferirien juntament amb el seu "vaixell insígnia", la Royal Enfield Bullet. Enfield va llançar dues motocicletes de 50 cc per començar, la Silver Plus i l'Explorer de 3 velocitats. Més tard, es va presentar l'Enfield Fury de 175 cc (basada en la Zündapp KS175) com a moto d'alt rendiment. Duia caixa de canvis de 5 velocitats, fre hidràulic de disc Brembo i cilindre nu de crom dur, novetats totes aquestes que varen ser les primers en una motocicleta índia.